# 芬兰-乌戈尔学会
芬兰-乌戈尔学会（芬蘭語：Suomalais-Ugrilainen Seura）是一个芬兰学会。它于1883年在奥托·唐纳的倡议下成立的。根据学会的章程，该学会的目的是推动对芬兰-乌戈尔语族及阿尔泰语系的语言、说这些语言的民族及其文化的研究。
芬兰-乌戈尔学会是芬兰人文学会中最具传统和重要的学会之一。2006年底时该学会的成员约有800名，成员的类别有正式成员、荣誉成员、外部成员和捐赠成员。该学会在赫尔辛基每个月的第三个星期五18:15举办会议。会议上举办一个有关学会研究范围内的演讲以及处理学会通常事务。该学会每年会提供两个科研奖学金。学会的年度会议在12月2日举行。